# Heavy Metal (film)
Heavy Metal je americký animovaný povídkový sci-fi film z roku 1981, jenž natočil režisér Gerald Potterton. Film je adaptací několika povídek z magazínu Heavy Metal.
Hlavní postavy nadabovali Rodger Bumpass, Jackie Burroughs, John Candy, Joe Flaherty, Don Francks, Martin Lavut, Marilyn Lightstone, Eugene Levy, Alice Playten, Harold Ramis, Percy Rodriguez, Susan Roman, Richard Romanus, August Schellenberg, John Vernon, Vlasta Vrana a Zal Yanovsky.
Snímek se proslavil hlavně svým originálním pojetím, kombinujícím několik typů animace, metalovým soundtrackem a explicitními ukázkami násilí, nahoty a sexu.
Roku 2000 bylo natočeno pokračování Heavy Metal 2000.

## Soundtrack
Kvůli problémům s autorskými právy nebyly vydány všechny písně, jenž ve filmu zazněly. Toto je seznam písní, jenž byly vydány oficiálně jako součást soundtracku:
1."Heavy Metal" Sammy Hagar - 3:50
2."Heartbeat" Riggs - 4:20
3."Working in the Coal Mine" Devo - 2:48
4."Veteran of the Psychic Wars" Blue Öyster Cult - 4:48
5."Reach Out" Cheap Trick - 3:35
6."Heavy Metal (Takin' a Ride)" Don Felder - 5:00
7."True Companion" Donald Fagen - 5:02
8."Crazy (A Suitable Case for Treatment)" Nazareth - 3:24
9."Radar Rider" Riggs - 2:40
10."Open Arms" Journey - 3:20
11."Queen Bee" Grand Funk Railroad - 3:11
12."I Must Be Dreamin'" Cheap Trick - 5:37
13."The Mob Rules" (alternativní verze) Black Sabbath - 3:16
14."All of You" Don Felder - 4:18
15."Prefabricated" Trust - 2:59
16."Blue Lamp" Stevie Nicks - 3:48